# Glów
Glów est une localité polonaise de la gmina de Radłów, située dans le powiat de Tarnów en voïvodie de Petite-Pologne.